# Martín Pumar
Raúl Martín Pumar Vílchez (La Victoria, Lima, 14 de noviembre de 1969) es un politólogo y político peruano que fue alcalde del distrito de Villa El Salvador desde 1999 hasta el año 2002.

## Biografía
Martín Pumar nació el 14 de noviembre de 1969 en el distrito de La Victoria de la ciudad de Lima.
A los 3 años se trasladó a residir en el distrito de Villa El Salvador, haciendo sus estudios escolares en el Colegio Fe y Alegría # 47 y luego realizó diplomado en Política de Juventud en España en el año 1988. Posteriormente viajó a Cuba para realizar estudios de Ciencias Políticas en la Universidad de La Habana.
Entre 1992 y 1993, trabajó como director de Empleo Jóvenes en CECOPRODE.
En el año 1995 incursiona en el ámbito político al ser electo regidor del distrito de Villa El Salvador por Somos Perú, partido político de Alberto Andrade. Luego en el año 1998, Martín Pumar es elegido como alcalde del distrito de Villa El Salvador para el periodo 1999-2002.
Durante su gestión se realizó la Feria EXPOPYME, logrando una venta récord de $1.500 y tuvo como tarea resolver las invasiones a la zona agropecuaria en el año 2000, hecho que tuvo que enfrentarse al gobierno del presidente Alberto Fujimori. Pumar junto con todo el distrito de Villa El Salvador participaron en la Marcha de los Cuatro Suyos encabezado por Alejandro Toledo, candidato presidencial opositor al régimen fujimorista.
En febrero del año 2001, la gestión de Pumar junto con el presidente Valentín Paniagua firmaron la ley que promulgaba la creación de la Universidad Nacional Tecnológica de Lima Sur. Asimismo, se inauguraron la Alameda de la Juventud y el Estadio Municipal "Iván Elías Moreno".
Tras culminar su gestión, Martín Pumar renunció a Somos Perú y seguidamente se adhirió a las filas de Primero Perú, partido político de la alcaldesa Francisca Izquierdo, para postular a la reelección como alcalde en las elecciones municipales del año 2002. Sin embargo, su candidatura quedó en segundo lugar ante el triunfo de Jaime Zea de Unidad Nacional.
Nuevamente intentó la alcaldía en el año 2010 por el partido Cambio Radical, sin éxito.

## Premios
- 1991 - Liga Peruana de la Juventud – Premio Joven del Año
- 1992 - Revista SI – Premio Personaje Joven del Año
- 1995 - Jurado Nacional de Elecciones – Diploma a Regidor más Joven del Perú”
- 1998 - Escuela Mayor de Municipalidades del Perú – Premio Varayoc al ser declarado el Regidor del Año.
- 1998 - Jurado Nacional de Elecciones – Diploma a Alcalde más Joven del Perú”
- 2000 - Universidad Científica del Sur – Premio a la mejor Iniciativa de Participación en el Desarrollo”
- 2001 - Programa de Gestión Urbana de Naciones Unidas – Premio a la mejor Iniciativa Urbana de Democracia Participativa.